# Nagar (Bengala Occidental)
Nagar (o Rajnagar) és una població de Bengala, al districte de Birbhum a Bengala Occidental a 23° 56′ 50″ N, 87° 21′ 45″ E / 23.94722°N,87.36250°E. Era una ciutat important i capital dels prínceps hindús de Birbhum fins a la conquesta musulmana el 1203. El 1244 fou saquejada pels uriyes. Avui dia queden restes de la seva antiga importància però el palau dels rages està en ruïnes; un fort al nord de la ciutat, construït al segle xviii com a defensa contra els marathes, va quedar quasi tapat per jungla però en queden les restes. La muralla de la ciutat la rodejava i s'estenia a trossos per uns 50 km.